# Christophe Laurent
Christophe Laurent (ur. 26 lipca 1977 w Mende) jest francuskim kolarzem szosowym. Ma 185 cm wzrostu.

## Sukcesy
- Tour of California – klasyfikacja górska (2007)
- Tour de l’Avenir – klasyfikacja górska (2002)
- Les Boucles d’Artois (2001)
- Tour de Gironde – 1 etap (2001)

## Przynależność drużynowa
- 2001 – 2003 Jean Delatour
- 2004 R.A.G.T. Semences - MG Rover
- 2005 – 2006 Agritubel
- 2007 Crédit Agricole
- 2008 Team Slipstream